# Ernst Haspinger
Ernst Alois Haspinger (Monguelfo-Tesido, 2 de julio de 1955) es un deportista italiano que compitió en luge en la modalidad individual. Ganó una medalla de bronce en el Campeonato Mundial de Luge de 1981, y tres medallas de bronce en el Campeonato Europeo de Luge entre los años 1980 y 1984.

## Palmarés internacional
| Campeonato Mundial | Campeonato Mundial    | Campeonato Mundial | Campeonato Mundial |
| Año                | Lugar                 | Medalla            | Prueba             |
| ------------------ | --------------------- | ------------------ | ------------------ |
| 1981               | Hammarstrand (Suecia) | Medalla de bronce  | Individual         |
| Campeonato Europeo |                       |                    |                    |
| Año                | Lugar                 | Medalla            | Prueba             |
| 1980               | Valdaora (Italia)     | Medalla de bronce  | Individual         |
| 1982               | Winterberg (RFA)      | Medalla de bronce  | Individual         |
| 1984               | Valdaora (Italia)     | Medalla de bronce  | Individual         |